# Sam Coenegrachts
Sam Coenegrachts (1982 - Senja 12 juli 2014) was een Belgisch gitarist. Hij kwam om het leven toen hij van de kliffen viel op het Noorse eiland Senja. Hij was ter plaatse omdat hij er zou optreden op een festival.
Coenegrachts speelde bij de band La Femme Belge.
Na zijn dood bracht de band Alfredo het hommagealbum 'Midnight Prayer' uit. Voor zes van de acht nummers werd geplukt uit nooit afgewerkte stukken of teksten van Coenegrachts.